# اسکرتسو شماره ۴ (شوپن)
اسکرتسو شماره ۴، اپوس ۵۴ در می ماژور قطعه موسیقی کوتاه برای پیانو است که توسط فردریک شوپن در سال ۱۸۴۲ در نوهانت ساخته شد.
این اسکرتسو در سال ۱۸۴۳ منتشر شد. برخلاف سه اسکرتسو قبلی (اپوس. ۲۰، اپوس. ۳۱، اپوس. ۳۹)، این قطعه عموماً از نظر خلق و خوی آرام‌تر است، اگرچه هنوز هم دارای لحظات استثنایی پرشور و دراماتیک است.
به نظر می‌رسد این اثری است که دیدگاه‌ها را از هم جدا می‌کند: این قطعه برای پیانیست جک گیبون، اسکرتسو چهارم «یکی از مرثیه‌ترین آثار شوپن است و بدون شک حاوی برخی از عمیق‌ترین و درون‌نگرترین موسیقی‌هایی است که این آهنگساز تاکنون نوشته است» در حالی جان پالمر دربارهٔ این اثر می‌گوید «این قطعه بیشتر هوس‌بازی و ظرافت را به نمایش می‌گذارد تا ژرفا». این اسکرتسو به فرم سونات روندو، با سه‌گانه در دو دیز مینور است.